# Max Vancsa
Max Vancsa (* 1. Oktober 1866 in Wien; † 24. Juli 1947 ebenda) war ein niederösterreichischer Landesarchivar und -historiker.

## Leben
Max Vancsa war von 1910 bis 1923 Direktor des Niederösterreichischen Landesarchivs und der Niederösterreichischen Landesbibliothek. Er war Redakteur der Topographie von Niederösterreich und der Zeitschrift des Vereins für Landeskunde von Niederösterreich. 

## Schriften (Auswahl)
- Politische Geschichte der Stadt Wien 1283–1522. Holzhausen, Wien 1901.
- Geschichte Niederösterreichs und Oberösterreichs (= Allgemeine Staatengeschichte. Dritte Abteilung: Deutsche Landesgeschichten. Sechstes Werk). 2 Bände.
  - Erster Band. Bis 1283. Perthes, Gotha 1905 (archive.org).
  - Zweiter Band. 1283 bis 1522. Gotha 1927.
- Schutz den Ortsnamen! In: Monatsblatt des Vereines für Landeskunde von Niederösterreich. Band VIII (1916/17), Nr. 6/7, Juni/Juli 1916, S. 81–86 (Digitalisat).
- Die Anfänge des ständischen Beamtentums in Österreich unter der Enns. In: Monatsblatt des Vereines für Landeskunde von Niederösterreich. Band IX (1918), Heft 7–9, Juli–September 1918, S. 130–138 (Digitalisat).
- Das Gedenkbuch des Haydn-Geburtshauses in Rohrau. Ein Jahrhundert am Rande d. heimatl. Musikgeschichte. In: Unsere Heimat. Organ des Vereines für Landeskunde von Niederdonau und Wien. Band 15, Wien 1942, S. 86–116.